# Lista amerykańskich senatorów ze stanu Arizona
Arizona dołączyła do Unii 14 lutego 1912. Posiada prawo do mandatów senatorskich 1. i 3. klasy.

## 1. klasa
| Lp. | Imię i nazwisko  | Imię i nazwisko | Od              | Do              | Partia                                                          | Kadencja                                                                                    | Uwagi                                            |
| --- | ---------------- | --------------- | --------------- | --------------- | --------------------------------------------------------------- | ------------------------------------------------------------------------------------------- | ------------------------------------------------ |
| 1   | Henry F. Ashurst |                 | 27 marca 1912   | 3 stycznia 1941 | Partia Demokratyczna                                            | 1                                                                                           | Wybrany w 1912                                   |
| 1   | Henry F. Ashurst | 2               | 27 marca 1912   | 3 stycznia 1941 | Partia Demokratyczna                                            | Reelekcja w 1916                                                                            |                                                  |
| 1   | Henry F. Ashurst | 3               | 27 marca 1912   | 3 stycznia 1941 | Partia Demokratyczna                                            | Reelekcja w 1922                                                                            |                                                  |
| 1   | Henry F. Ashurst | 4               | 27 marca 1912   | 3 stycznia 1941 | Partia Demokratyczna                                            | Reelekcja w 1928                                                                            |                                                  |
| 1   | Henry F. Ashurst | 5               | 27 marca 1912   | 3 stycznia 1941 | Partia Demokratyczna                                            | Reelekcja w 1934 Przegrał prawybory w 1940                                                  |                                                  |
| 2   | Ernest McFarland |                 | 3 stycznia 1941 | 3 stycznia 1953 | Partia Demokratyczna                                            | 6                                                                                           | Wybrany w 1940                                   |
| 2   | Ernest McFarland | 7               | 3 stycznia 1941 | 3 stycznia 1953 | Partia Demokratyczna                                            | Reelekcja w 1946 Przegrał wybory w 1952                                                     |                                                  |
| 3   | Barry Goldwater  |                 | 3 stycznia 1953 | 3 stycznia 1965 | Partia Republikańska                                            | 8                                                                                           | Wybrany w 1952                                   |
| 3   | Barry Goldwater  | 9               | 3 stycznia 1953 | 3 stycznia 1965 | Partia Republikańska                                            | Reelekcja w 1958 Nie starał się o reelekcję, by wystartować w wyborach prezydenckich w 1964 |                                                  |
| 4   | Paul Fannin      |                 | 3 stycznia 1965 | 3 stycznia 1977 | Partia Republikańska                                            | 10                                                                                          | Wybrany w 1964                                   |
| 4   | Paul Fannin      | 11              | 3 stycznia 1965 | 3 stycznia 1977 | Partia Republikańska                                            | Reelekcja w 1970 Nie starał się o reelekcję w 1976                                          |                                                  |
| 5   | Dennis DeConcini |                 | 3 stycznia 1977 | 3 stycznia 1995 | Partia Demokratyczna                                            | 12                                                                                          | Wybrany w 1976                                   |
| 5   | Dennis DeConcini | 13              | 3 stycznia 1977 | 3 stycznia 1995 | Partia Demokratyczna                                            | Reelekcja w 1982                                                                            |                                                  |
| 5   | Dennis DeConcini | 14              | 3 stycznia 1977 | 3 stycznia 1995 | Partia Demokratyczna                                            | Reelekcja w 1988 Nie starał się o reelekcję w 1994                                          |                                                  |
| 6   | Jon Kyl          |                 | 4 stycznia 1995 | 3 stycznia 2013 | Partia Republikańska                                            | 15                                                                                          | Wybrany w 1994                                   |
| 6   | Jon Kyl          | 16              | 4 stycznia 1995 | 3 stycznia 2013 | Partia Republikańska                                            | Reelekcja w 2000                                                                            |                                                  |
| 6   | Jon Kyl          | 17              | 4 stycznia 1995 | 3 stycznia 2013 | Partia Republikańska                                            | Reelekcja w 2006 Nie starał się o reelekcję w 2012                                          |                                                  |
| 7   | Jeff Flake       |                 | 3 stycznia 2013 | 3 stycznia 2019 | Partia Republikańska                                            | 18                                                                                          | Wybrany w 2012 Nie starał się o reelekcję w 2018 |
| 8   | Kyrsten Sinema   |                 | 3 stycznia 2019 | nadal           | Partia Demokratyczna (do grudnia 2022) potem senator niezależna | 19                                                                                          | Wybrana w 2018                                   |

## 3. klasa
| Lp.   | Imię i nazwisko  | Imię i nazwisko | Od               | Do               | Partia               | Kadencja                                                    | Uwagi                                                                                               |
| ----- | ---------------- | --------------- | ---------------- | ---------------- | -------------------- | ----------------------------------------------------------- | --------------------------------------------------------------------------------------------------- |
| 1     | Marcus A. Smith  |                 | 27 marca 1912    | 3 marca 1921     | Partia Demokratyczna | 1                                                           | Wybrany w 1912                                                                                      |
| 1     | Marcus A. Smith  | 2               | 27 marca 1912    | 3 marca 1921     | Partia Demokratyczna | Reelekcja w 1914 Przegrał wybory w 1920                     | |
| 2     | Ralph H. Cameron |                 | 4 marca 1921     | 3 marca 1927     | Partia Republikańska | 3                                                           | Wybrany w 1920 Przegrał wybory w 1926                                                               |
| 3     | Carl T. Hayden   |                 | 4 marca 1927     | 3 stycznia 1969  | Partia Demokratyczna | 4                                                           | Wybrany w 1926                                                                                      |
| 3     | Carl T. Hayden   | 5               | 4 marca 1927     | 3 stycznia 1969  | Partia Demokratyczna | Reelekcja w 1932                                            | |
| 3     | Carl T. Hayden   | 6               | 4 marca 1927     | 3 stycznia 1969  | Partia Demokratyczna | Reelekcja w 1938                                            | |
| 3     | Carl T. Hayden   | 7               | 4 marca 1927     | 3 stycznia 1969  | Partia Demokratyczna | Reelekcja w 1944                                            | |
| 3     | Carl T. Hayden   | 8               | 4 marca 1927     | 3 stycznia 1969  | Partia Demokratyczna | Reelekcja w 1950                                            | |
| 3     | Carl T. Hayden   | 9               | 4 marca 1927     | 3 stycznia 1969  | Partia Demokratyczna | Reelekcja w 1956                                            | |
| 3     | Carl T. Hayden   | 10              | 4 marca 1927     | 3 stycznia 1969  | Partia Demokratyczna | Reelekcja w 1962 Nie starał się o kolejną kadencję w 1968   | |
| 4     | Barry Goldwater  |                 | 3 stycznia 1969  | 3 stycznia 1987  | Partia Republikańska | 11                                                          | Wybrany w 1968                                                                                      |
| 4     | Barry Goldwater  | 12              | 3 stycznia 1969  | 3 stycznia 1987  | Partia Republikańska | Reelekcja w 1974                                            | |
| 4     | Barry Goldwater  | 13              | 3 stycznia 1969  | 3 stycznia 1987  | Partia Republikańska | Reelekcja w 1980 Nie starał się o reelekcję w 1986          | |
| 5     | John McCain      |                 | 3 stycznia 1987  | 25 sierpnia 2018 | Partia Republikańska | 14                                                          | Wybrany w 1986                                                                                      |
| 5     | John McCain      | 15              | 3 stycznia 1987  | 25 sierpnia 2018 | Partia Republikańska | Reelekcja w 1992                                            | |
| 5     | John McCain      | 16              | 3 stycznia 1987  | 25 sierpnia 2018 | Partia Republikańska | Reelekcja w 1998                                            | |
| 5     | John McCain      | 17              | 3 stycznia 1987  | 25 sierpnia 2018 | Partia Republikańska | Reelekcja w 2004 Kandydat Republikanów na prezydenta w 2008 | |
| 5     | John McCain      | 18              | 3 stycznia 1987  | 25 sierpnia 2018 | Partia Republikańska | Reelekcja w 2010                                            | |
| 5     | John McCain      | 19              | 3 stycznia 1987  | 25 sierpnia 2018 | Partia Republikańska | Reelekcja w 2016 Zmarł w trakcie sprawowania mandatu w 2018 | |
| Wakat | Wakat            | Wakat           | 25 sierpnia 2018 | 4 września 2018  |                      | 19                                                          | |
| 6     | Jon Kyl          |                 | 4 września 2018  | 31 grudnia 2018  | Partia Republikańska | 19                                                          | Mianowany do kontynuowania kadencji w 2018 Zrezygnował w trakcie trwania kadencji w 2018            |
| Wakat | Wakat            | Wakat           | 31 grudnia 2018  | 3 stycznia 2019  |                      | 19                                                          | |
| 7     | Martha McSally   |                 | 3 stycznia 2019  | 2 grudnia 2020   | Partia Republikańska | 19                                                          | Mianowana do kontynuowania kadencji w 2018 Przegrała wybory specjalne o dokończenie kadencji w 2020 |
| 8     | Mark E. Kelly    |                 | 2 grudnia 2020   | nadal            | Partia Demokratyczna | 19                                                          | Wybrany do dokończenia kadencji w wyborach specjalnych w 2020                                       |
| 8     | Mark E. Kelly    | 20              | 2 grudnia 2020   | nadal            | Partia Demokratyczna | Wybrany na pełną kadencję w 2022                            | |